# Stachys willemsei
Stachys willemsei là một loài thực vật có hoa trong họ Hoa môi. Loài này được Kit Tan & Hedge miêu tả khoa học đầu tiên năm 1988 publ. 1989.